# 埃拉特港

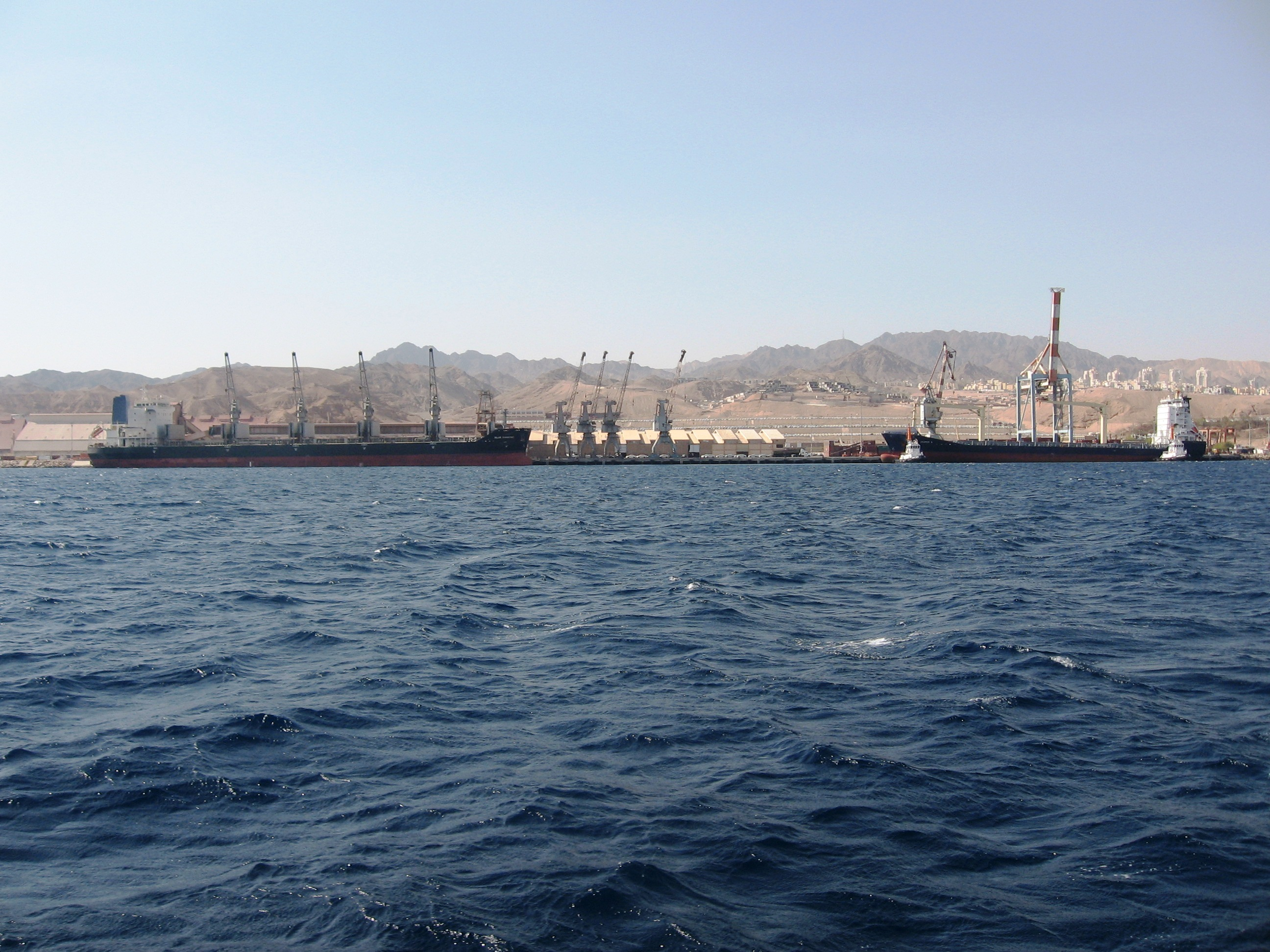
埃拉特港

埃拉特港（希伯來語：‎）是以色列在紅海唯一的港口，位於亞喀巴灣北部。埃拉特港開港於1947年，現在主要用於以色列和遠東之間的貿易。和以色列的另外兩個主要港口相比，埃拉特港的吞吐量相對較少。埃拉特港現在有擴建計劃。

## 外部連結
- Official site （页面存档备份，存于）